# Johann Hochhauser
Johann Hochhauser (11. března 1834 Offenhausen – 31. ledna 1908 Steyr) byl rakouský právník a politik německé národnosti, v 2. polovině 19. století poslanec Říšské rady z Horních Rakous.

## Biografie
Pocházel z rolnické rodiny. V roce 1861 byl promován na doktora práv. Působil jako koncipient u advokáta Antona Mayra v Steyru. Roku 1869 převzal jeho kancelář. Od roku 1866 do roku 1891 byl též právním zástupcem městské spořitelny v Steyru. Od roku 1869 zasedal v steyrské obecní radě, v níž působil až do roku 1900. Byl také činný ve vedení místní zbrojovky (člen správní rady, prezident výkonného výboru a generální ředitel).
Byl politicky aktivní. Patřil mezi německé liberály (tzv. Ústavní strana). V roce 1870 inicioval vznik liberálně-politického spolku v Styeru a byl náměstkem jeho předsedy. V roce 1867 usedl poprvé na Hornorakouský zemský sněm za kurii městskou. Poslancem byl do roku 1869. Do sněmu se ještě vrátil roku 1885 poté, co zemřel zemský poslanec Franz Wickhoff. Poslancem byl do roku 1890.
Působil i jako poslanec Říšské rady (celostátního parlamentu Předlitavska), kam usedl v doplňovacích volbách roku 1886 za kurii městskou v Horních Rakousích, obvod Steyr, Kremsmünster atd. Nastoupil 28. ledna 1886 místo Franze Wickhoffa, rezignace byla oznámena na schůzi 24. října 1888. V parlamentu ho pak nahradil August Edlbacher. Ve volebním období 1885–1891 se uvádí jako Dr. Johann Hochhauser, advokát, bytem Steyr. Na Říšské radě usedl do poslaneckého klubu Deutschösterreichischer Club (Německorakouský klub).